# Kōstas Eleutherakīs
Kōnstantinos Eleutherakīs, detto Kōstas (in greco Κωνσταντίνος "Κώστας" Ελευθεράκης?; 18 luglio 1950), è un ex calciatore greco, di ruolo centrocampista.

## Palmarès

### Club

#### Competizioni nazionali
- Campionato greco: 4

Panathinaikos: 1968-1969, 1969-1970, 1971-1972, 1976-1977
- Coppa di Grecia: 2

Panathinaikos: 1968-1969, 1976-1977
- Supercoppa di Grecia: 1

Panathinaikos: 1970

#### Competizioni internazionali
- Coppa dei Balcani: 1

Panathinaikos: 1977